# Bout de Zan est patriote
Pour plus de détails, voir Fiche technique et Distribution.
Bout de Zan est patriote est un film muet français réalisé par Louis Feuillade, sorti en 1916.

## Fiche technique
- Titre : Bout de Zan est patriote
- Réalisation : Louis Feuillade
- Scénario : Louis Feuillade
- Société de production : Société des Etablissements L. Gaumont
- Métrage : 350 m
- Langue : film muet avec les intertitres en français
- Format : Muet - Noir et blanc - 35 mm - 1,33:1
- Genre : Comédie
- Durée : 11 minutes 40
- Dates de sortie : 
  - France : mars 1916

## Distribution
- René Poyen : Bout de Zan